# Tege
A Tege török eredetű régi magyar személynév, jelentése: kos.

## Gyakorisága
Az 1990-es években szórványos név, a 2000-es években nem szerepel a 100 leggyakoribb férfinév között.

## Névnapok
- február 25.,[2] szökőévekben február 26.